# 聖馬丹德雷圍城戰
聖馬丹德雷圍城戰（法語：Siège de Saint-Martin-de-Ré）發生於1627年，由白金漢公爵領導的英國軍隊試圖佔領法國要塞城市聖馬丹德雷。經過三個月的圍攻，让·德·圣博内·德·图瓦拉斯領導的一支由法國艦隊和士兵組成增援部隊成功擊退了英軍的進攻，使英軍的遠征以失敗告終。這場遠征行動是白金漢公爵自1625年的加的斯遠征後的又一次失利。

## 登陸
1627年7月12日，一支由100艘船隻和6,000名士兵组成的部隊，在白金汉公爵的指挥下从普利茅斯湾出发，開始入侵法國的雷岛，登陆於萨布兰索海滩，以控制通往拉罗谢尔的道路并支持该市胡格諾派的叛乱。白金汉希望能夠占领拉普雷堡和圣马丹德雷要塞。一支由1,200名步兵和200名骑兵组成的法国王家部队在该岛总督德·托伊拉斯侯爵的带领下在沙丘后方試圖阻止英軍的登陆行動，但英军成功維持他們的滩头阵地，在登陸期間英軍有超过12名军官和100名士兵丧生。
在白金汉公爵巩固滩头阵地的三天時間中，托伊拉斯带走了岛上所有可用的物资，並開始加固聖馬丹城堡的防禦。白金汉试图在城堡周围進行围攻，但實際上卻異常困难。英军攻城工程师在登陆时意外淹死，英軍攜帶的大炮過少且過少，而到了秋天，英军中開始出現傳染病。英軍對要塞围攻一直持续到了該年十月。

## 增援
事实证明，英國本土給予英國遠征軍的支援過少。 1627年9月3日，两千名爱尔兰军队在拉尔夫·宾利爵士的率領下抵达。而威廉·比彻爵士的一支小型补给舰队仅携带400名士兵。 
1627年10月，一支由30艘船和5,000人组成的苏格兰舰队啟程前往支援，但在诺福克海岸被一场风暴摧毁。1627年11月6日，荷兰伯爵率領下的一支强大的救援舰队启程，但以为时已晚。
尽管困难重重，法軍还是设法在围攻期間中为守军提供了少量补给。8月，红衣主教黎塞留提供30,000里弗的獎賞，奖励第一艘将50桶玉米、面粉和饼干运送到法国要塞的船隻。最終，一支庞大的补给舰队于10月7日至8日抵达，35艘法國舰艇中有29艘突破了英国海军的封锁。这些船隻來得正是時候，因為守城指揮官德·托伊拉斯侯爵已经宣布再繼續沒有補給到來他們將無法堅持下去。
10月20日，来自法國本土的4,000名士兵在雷岛的南端登陆。救援部队的指揮官為法国元帅亨利·德·朔姆贝格。

## 最后的进攻和撤退
10月27日，白金汉公爵试图对圣马丁德雷进行最后一次进攻，但英軍部隊因梯子太短而无法爬上城墙，堡垒再次抵禦住英軍的進攻。
尽管有迹象顯示圣马丁德雷的法國驻军也已接近疲乏，但白金汉公爵最终还是带着他的部队撤退到了雷岛的北部，目标是从盧瓦地区出发返國。英軍在撤退期間遭遇到追擊的法军，伤亡惨重。白金汉公爵在行動中总共損失超过5,000人的部隊。

## 后果
在围攻發生後两个月，拉罗谢尔的人民终于在9月开始公开對抗法国王室政府，而法國王室政府為了平叛发起了对拉罗谢尔的围攻。
在白金汉公爵战败後，英國政府试图派出两支舰队去解救拉罗谢尔的胡格諾教徒。第一次行動由登比伯爵威廉·菲尔丁率领，于1628年4月离开英格蘭，但没有與法軍交戰就返回朴茨茅斯，菲尔丁說：“因為他没有被許可在战斗中危及国王的船只，因此可耻地返回朴茨茅斯”。
回到英格兰后，白金汉公爵试图组织第二次行動以解除法軍对拉罗谢尔的围困，但他于1628年8月 23日在朴茨茅斯被一名曾在他手下服役過的士兵約翰·費爾頓刺殺。费尔顿在該年11月被绞死，白金汉公爵被安葬在西敏寺中。然而，在他去世时，白金汉公爵在大眾中頗不受歡迎，费尔顿因刺杀他而广受尊重。
第二支舰队在白金汉公爵死后不久就派遣往法國，由海军上将林赛伯爵率领，但仍然被拉罗谢尔前的海堤挡住。拉罗谢尔的反抗軍在筋疲力尽和没有任何外界支持下，于10月28日向法国王室军队投降。在这些行動失败之后，英格兰通过在1629年与法国和1630年的和平協議以结束其对三十年战争的参与，此舉令欧洲大陆上的新教势力感到失望。

在这些冲突後，聖馬丁德雷的主要港口于1681年被法國軍事工程師沃邦进一步强化。

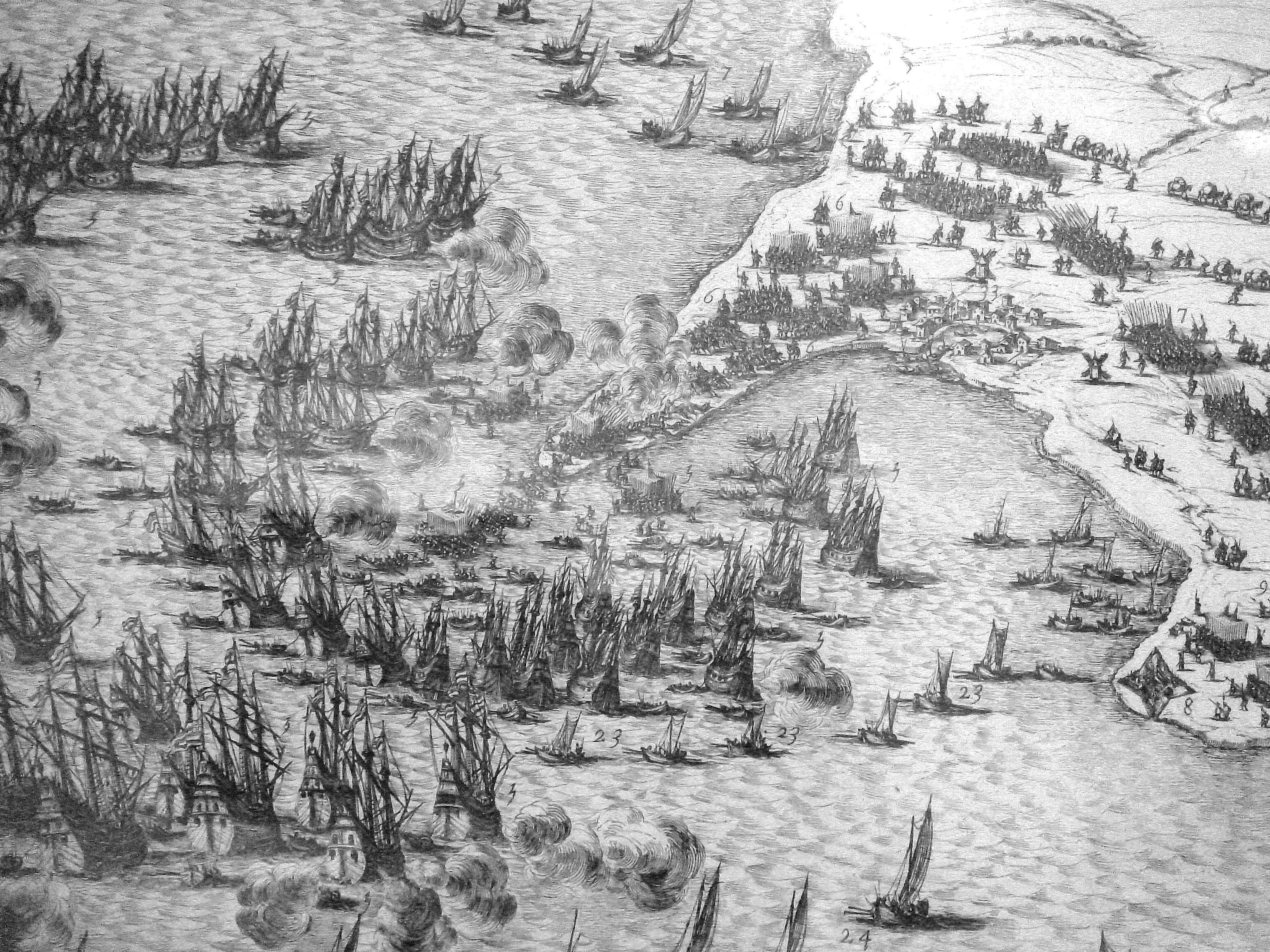
白金汉的部隊在萨布兰索（英语：Sablanceau）登陆。
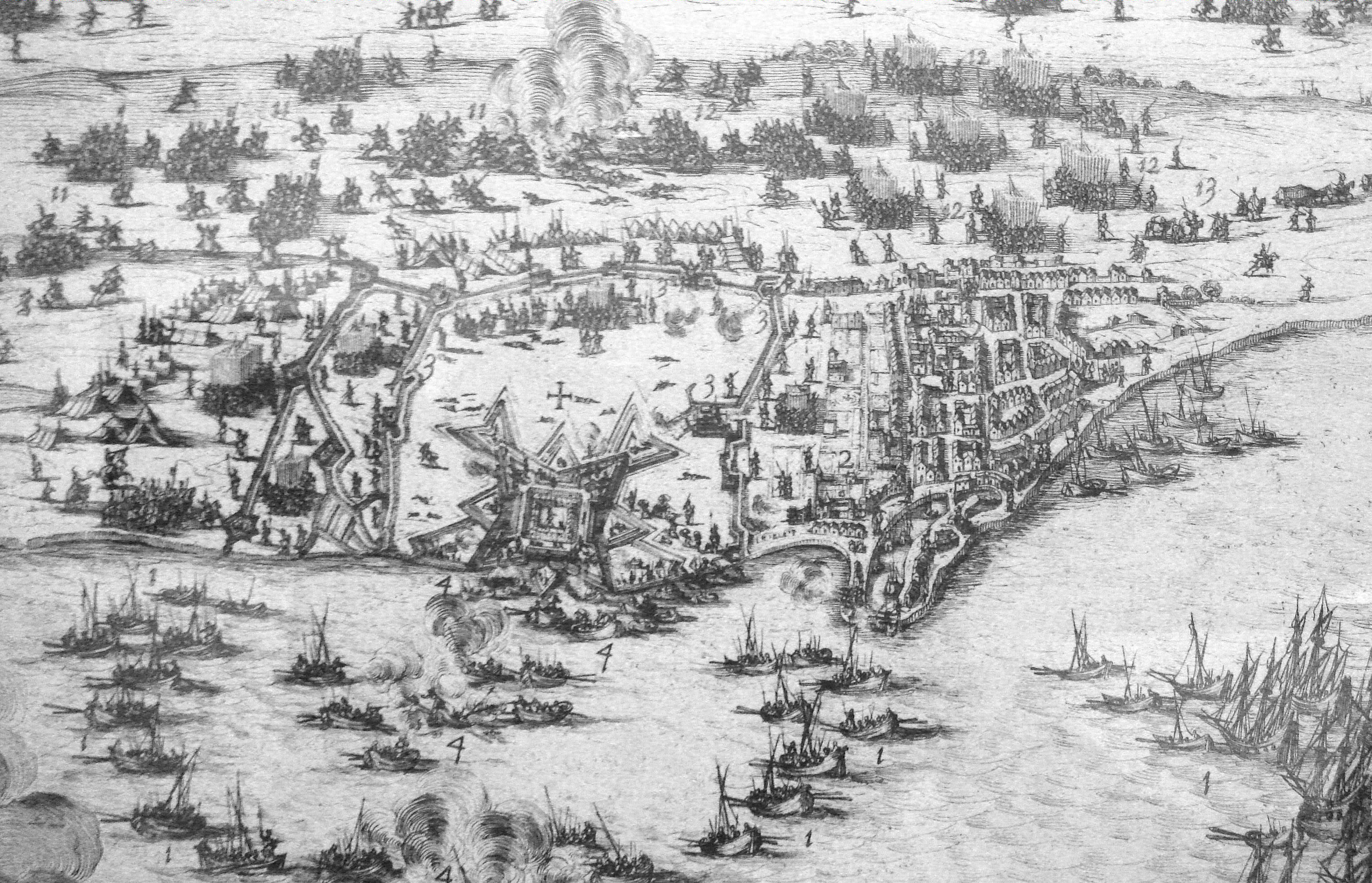
英国军队围攻聖馬丹德雷城堡。
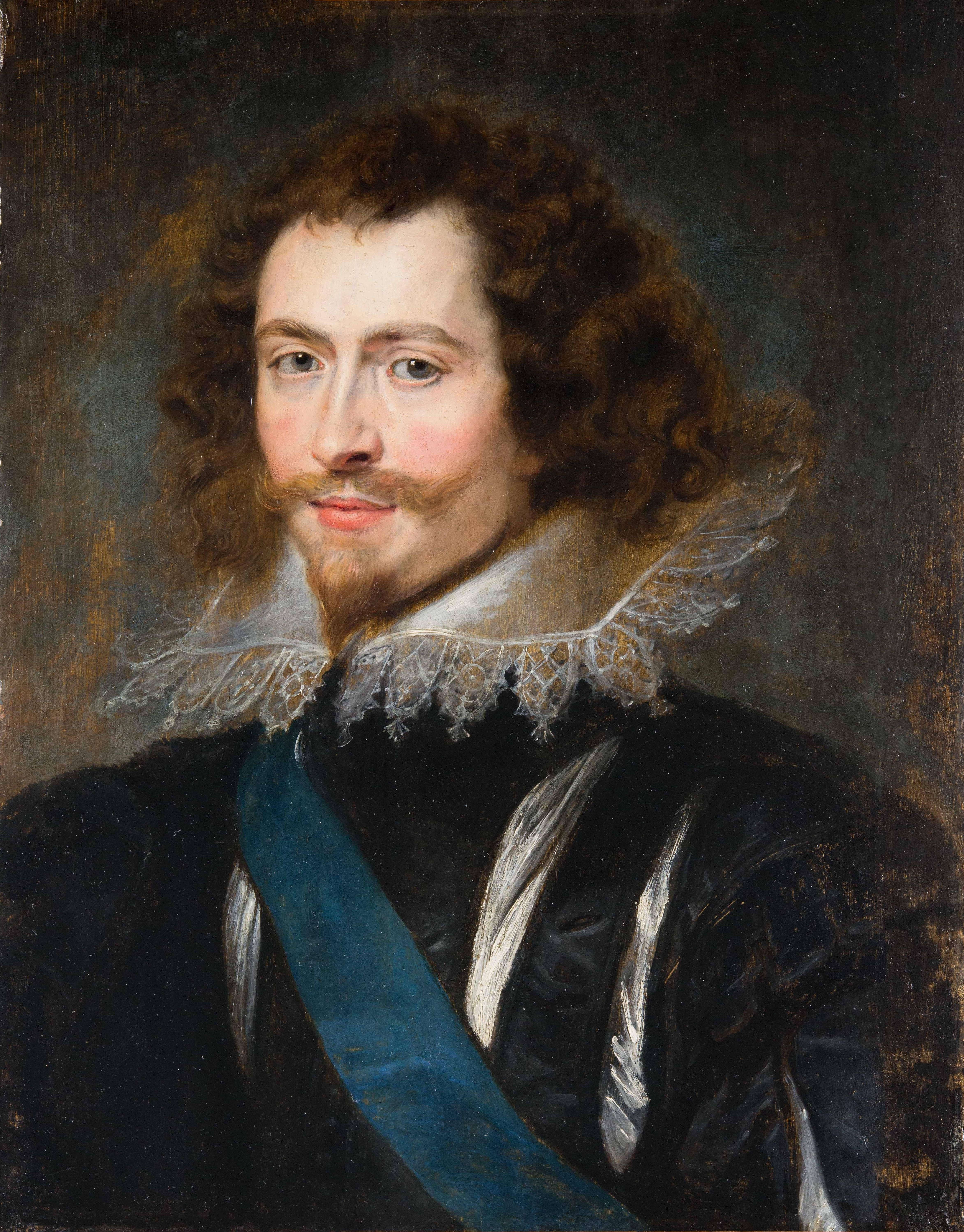
白金汉公爵不得不在失败中撤退。
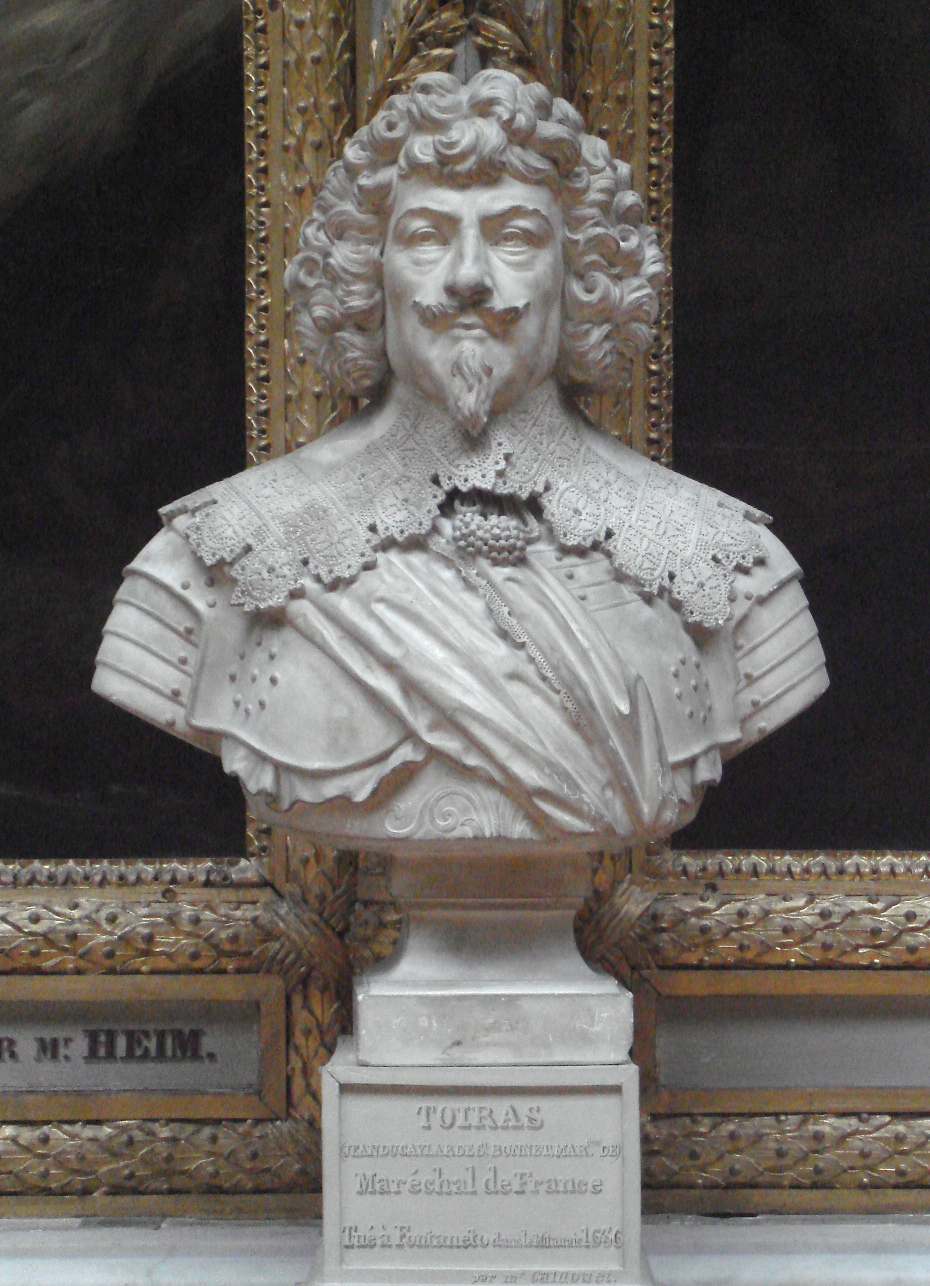
雷岛总督（和未来的法国元帅）托伊拉斯领导了法軍在圣马丹德雷的防御。
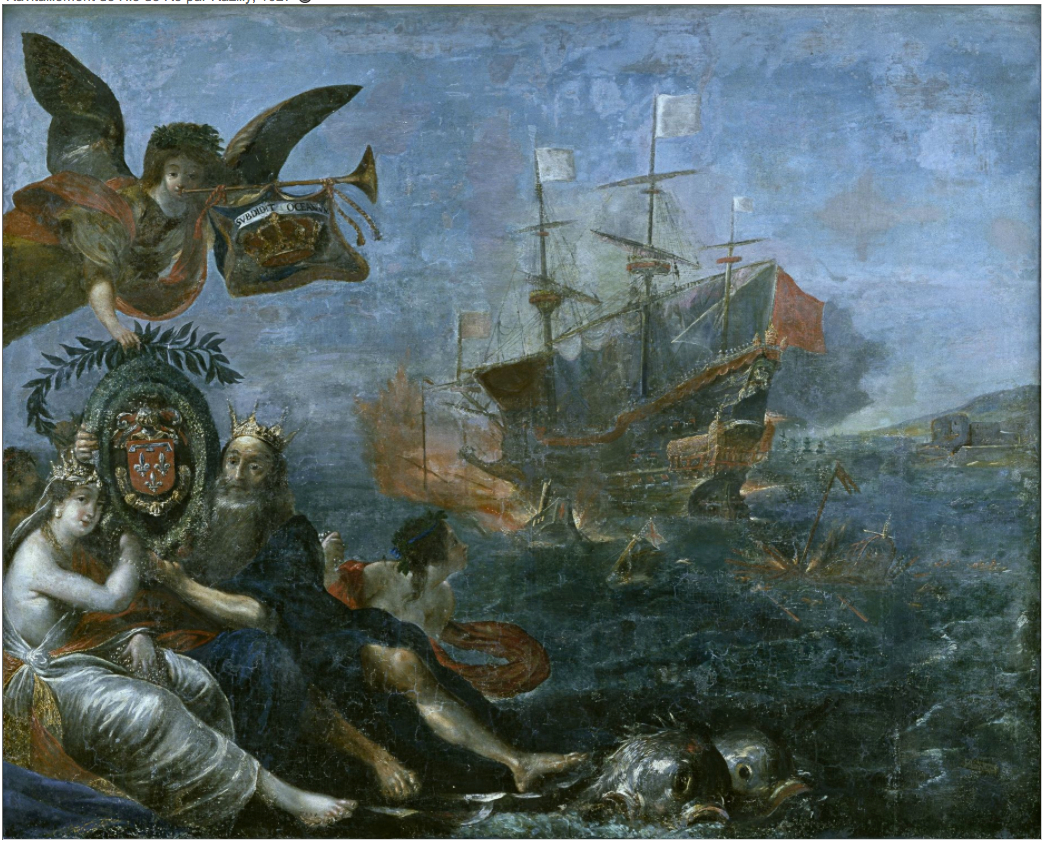
克洛德·德·拉齊伊於1627年成功支援圣马丹德雷的守軍，由克勞德·維格農绘制（1642 年）。
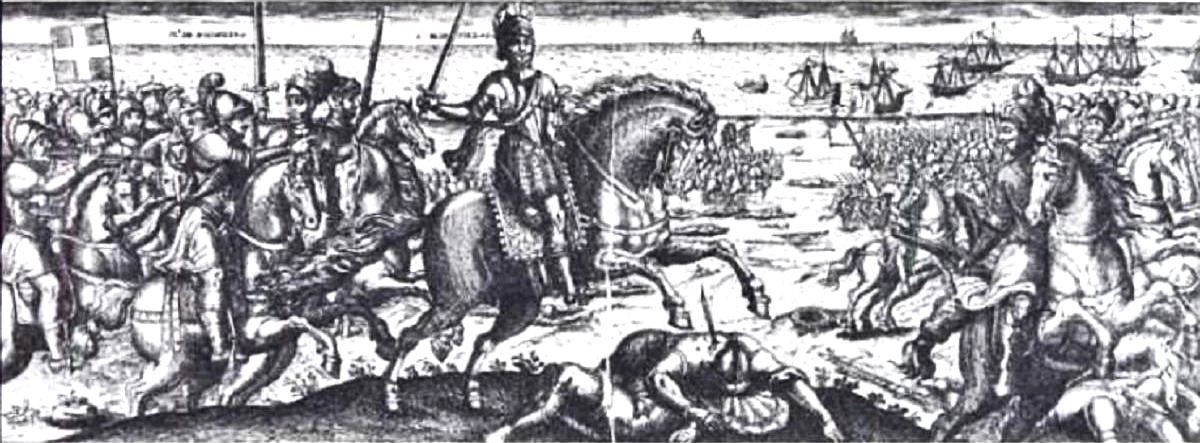
亨利·德·紹姆貝格元帥和托伊拉斯在围攻结束时击败了白金汉公爵率領的英国军队。
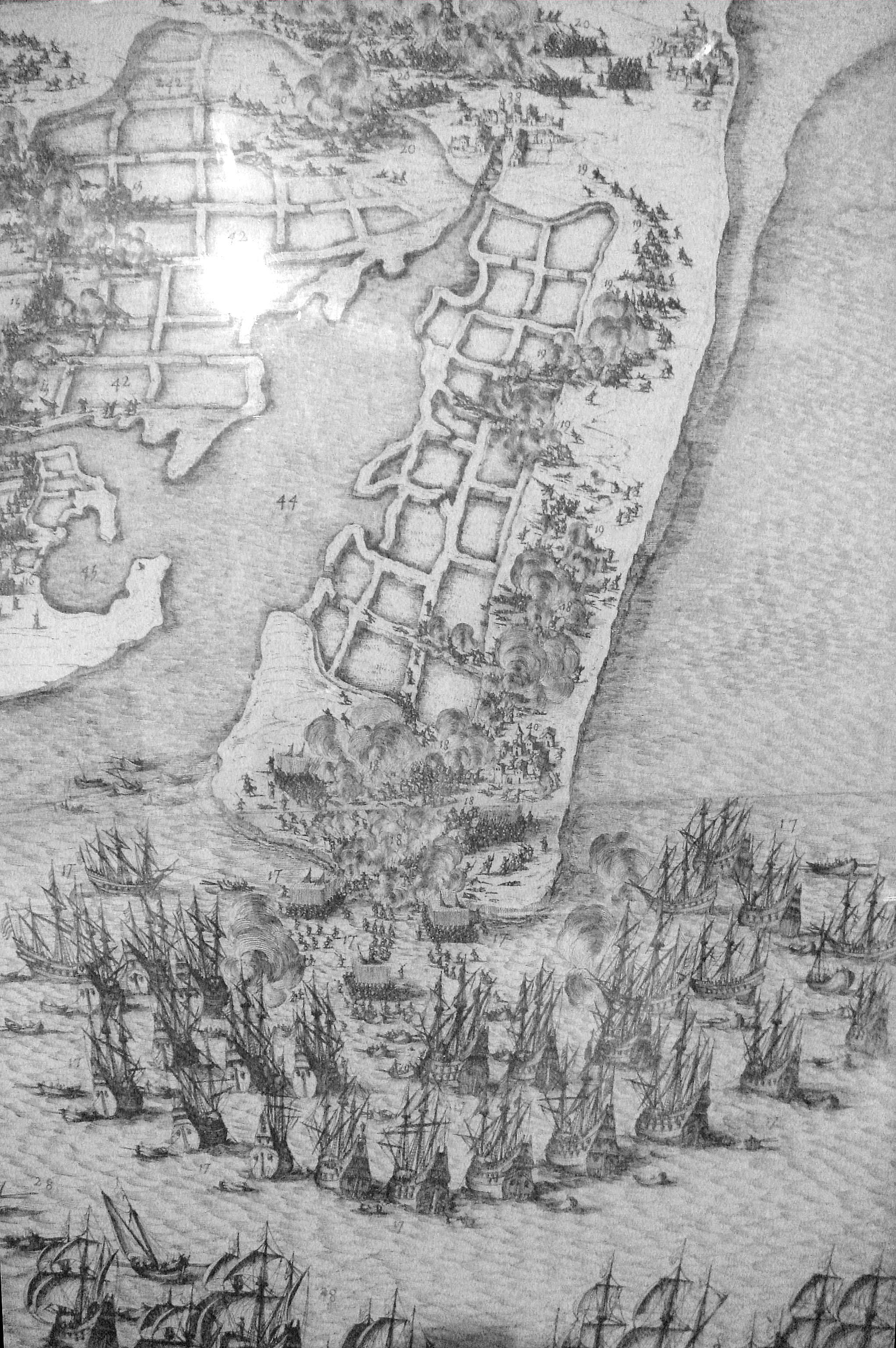
白金汉公爵在盧瓦撤退和登船返國。
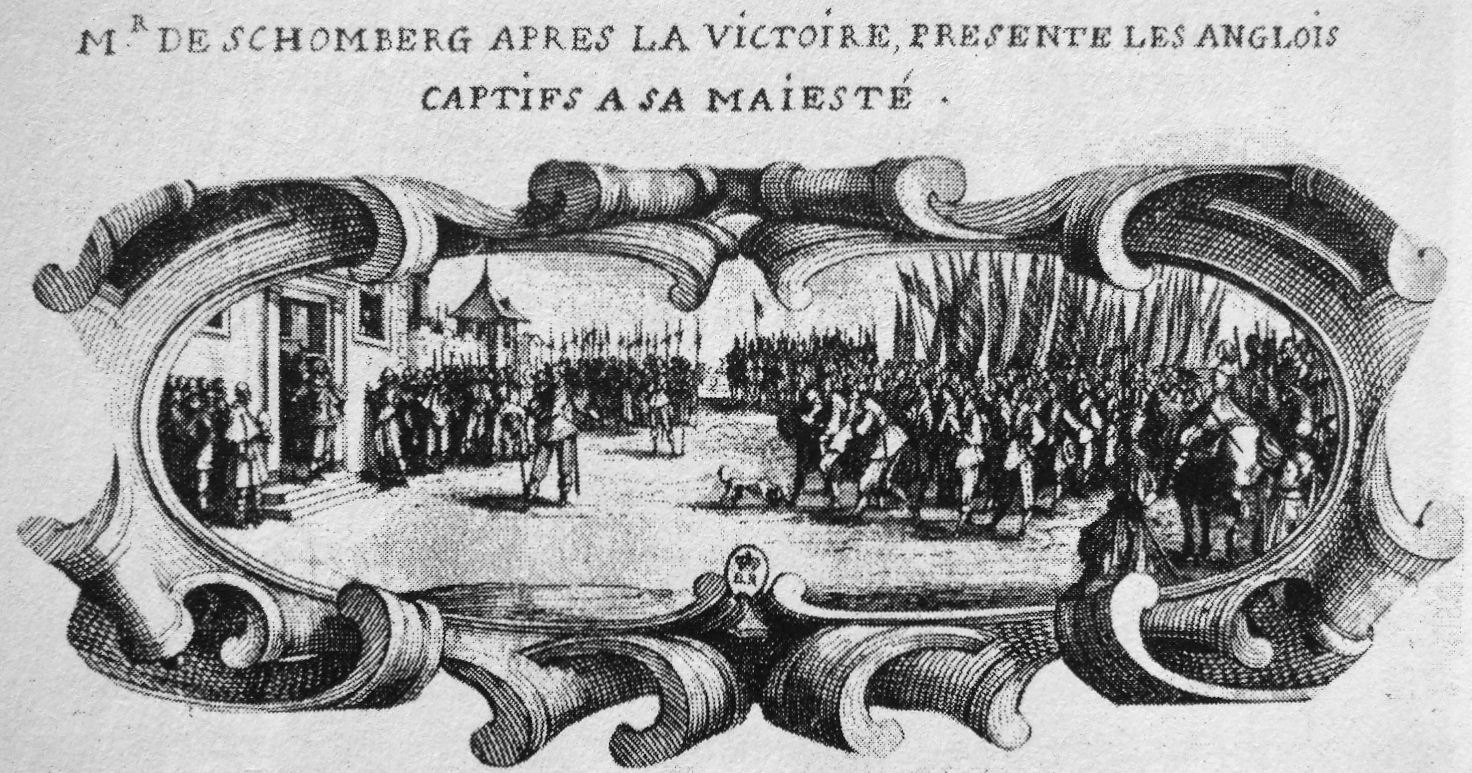
紹姆貝格向国王展示英軍俘虏。
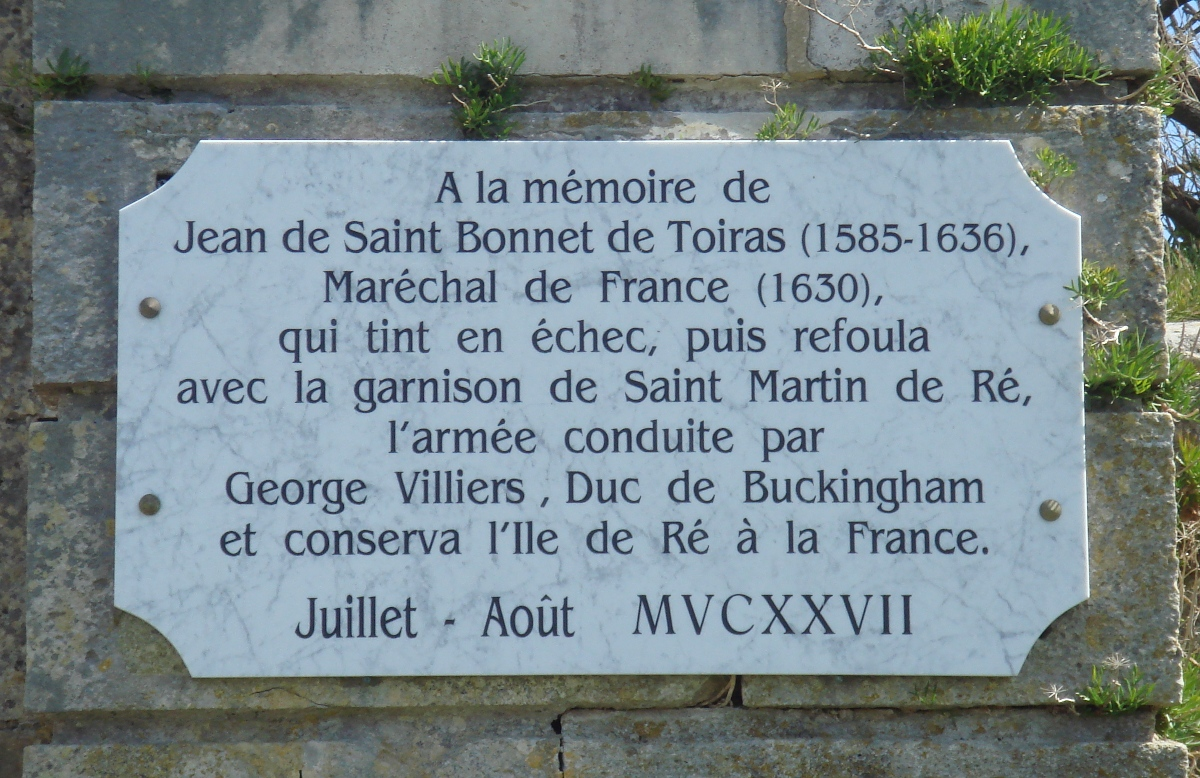
圣马丹德雷後關於托伊拉斯的牌匾。
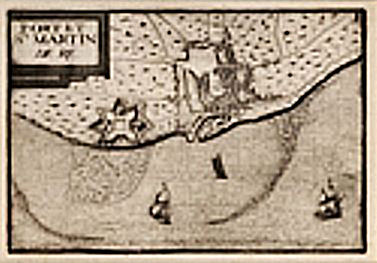
17世紀初圣马丹德雷的地图，包括堡垒（左）和城市（右）。此為沃邦在城市周围扩大防御工事之前的地圖。

## 另見
- 費諾橋战役

## 註腳
1. 1 2  Burrow Manning p.116
2. 1 2  An apprenticeship in arms by Roger Burrow Manning p.116
3. ↑  .   [2021-12-31]. （原始内容存档于2021-12-31）.
4. 1 2 3  Fissel, p.123
5. ↑  Photiou, Philip. . 2005: 15. ISBN 0-7223-3669-1.
6. ↑  War and government in Britain, 1598-1650 by Mark Charles Fissel, p.123
7. 1 2 3 4  Fissel, p.125
8. 1 2  An apprenticeship in arms by Roger Burrow Manning p.118
9. 1 2  Lucien, Victor Lucien. . CUP Archive. 1984: 183–184  [16 July 2014]. ISBN 978-0-521-26924-7. （原始内容存档于2022-04-26）.
10. ↑  Commentaries on the life and reign of Charles the First p.114
11. ↑  Fissel, p.126
12. ↑  Fissel, p.126-127
13. ↑  .   [2021-12-31]. （原始内容存档于2021-12-31）.
14. 1 2  .   [2022-04-26]. （原始内容存档于2014-06-27）.
15. ↑  Bellany, Alastair. . Oxford, England: Oxford University Press. 2004. doi:10.1093/ref:odnb/9273.
16. ↑  .   [2022-04-26]. （原始内容存档于2015-04-18）.